# Ẩm thực Gruzia
Ẩm thực Gruzia (tiếng Gruzia: ქართული სამზარეულო; k'art'uli samzareulo) là cách nấu ăn và các món ăn tạo ra bởi người Gruzia. Ẩm thực Gruzia độc nhất ở quốc gia này, nhưng cũng mang ảnh hưởng từ các truyền thống nấu ăn của châu Âu và Trung Đông. Mỗi vùng lịch sử của Gruzia có truyền thống nấu ăn riêng biệt, với các biến thể như ẩm thực Mingrelia, Kakheti, và Imereti. Ngoài những món giàu về thịt, ẩm thực Gruzia cũng có nhiều món chay.
Ẩm thực Gruzia là kết quả của sự tương tác rộng rãi về ý tưởng nấu ăn qua sự giao thương của thương nhân và khách du lịch. Tầm quan trọng của cả thức ăn và đồ uống đối với văn hóa Gruzia có thể được quan sát rõ nhất trong bữa tiệc được gọi là supra, 
Khi một loạt các món ăn được chế biến, luôn luôn kèm theo một lượng lớn rượu vang, và có thể kéo dài hàng giờ. Trong một bữa tiệc của Gruzia, vai trò tamada (người tuyên bố nâng cốc chúc mừng) là một vị trí quan trọng và được tôn trọng.
Nhà hàng Gruzia từng nổi tiếng ở Nga trong suốt thế kỷ 20, bị ảnh hưởng một phần bởi gốc người Gruzia của Joseph Stalin. Tại nga, tất cả các thành phố lớn có nhiều nhà hàng Gruzia, và nhà hàng Nga thường có đồ ăn Gruzia trong thực đơn.
Tại các quốc gia từng thuộc Liên Xô, đồ ăn Gruzia cũng phổ biến do sự nhập cư của người Gruzia vào cộng hòa Liên Xô.

## Món khai vị
- Abkhazura
- Ajapsandali

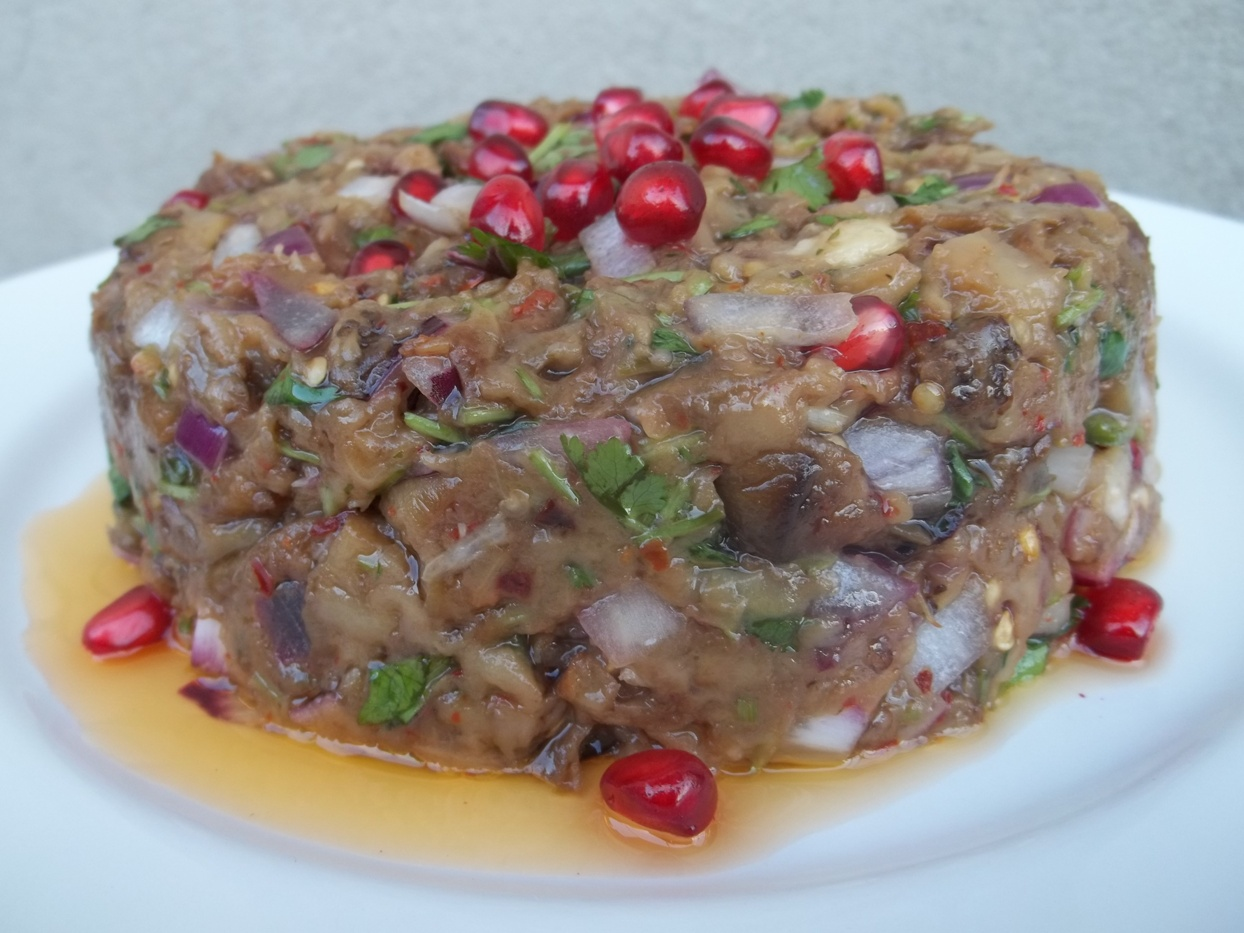
Badrijnis khizilala
- Ispanakhi
- Jonjoli
- Khachapuri
- Khizilala
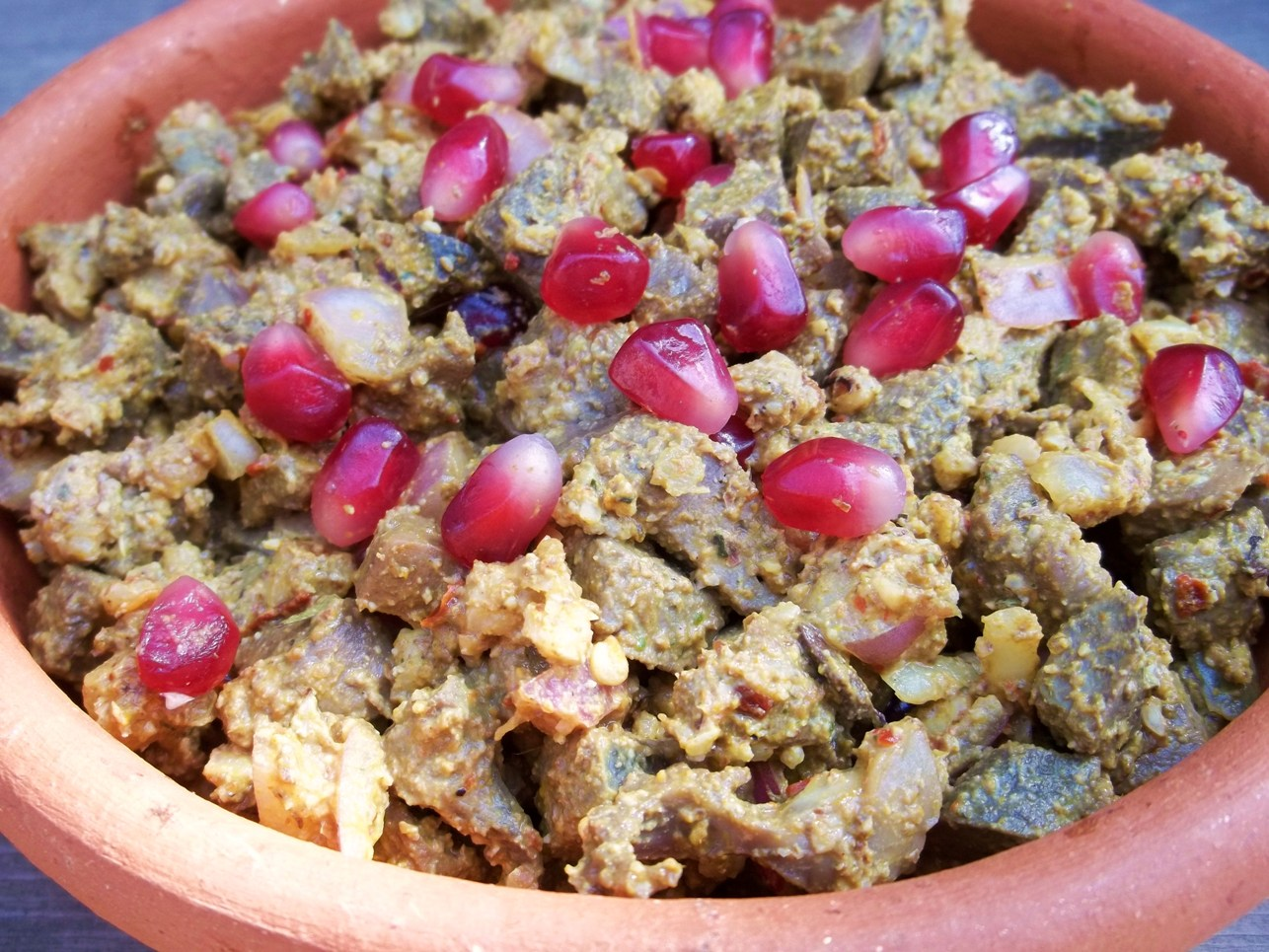
Kuchmachi
- Kupati
- Lobiani
- Lobio
- Matsoni
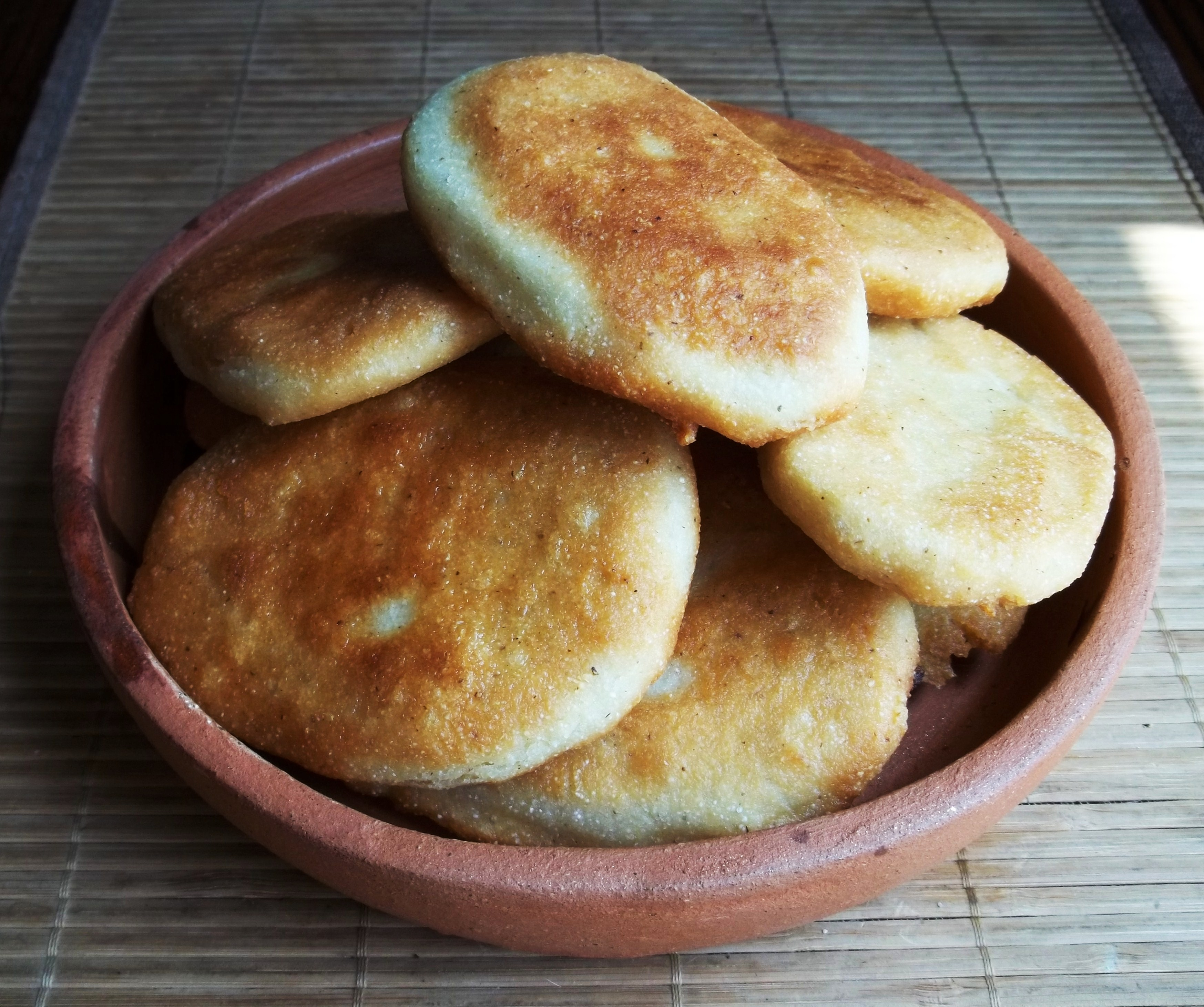
Mchadi
- Mujuji
- Nadughi
- Nigvziani badrijani
- Pkhali
- Satsivi
- Soko
- Tarti

- Badrijnis khizilala
- Kuchmachi
- Mchadi

## Bánh mì
Bánh mì truyền thống của Gruzia đa dạng, bao gồm tonis puri, khacha puri (bánh mì pho mát), Shotis Puri, mesxuri puri, và mchadi. Bánh mì Gruzia theo truyền thống được nướng trong lò nướng to, tròn gọi là t'one.

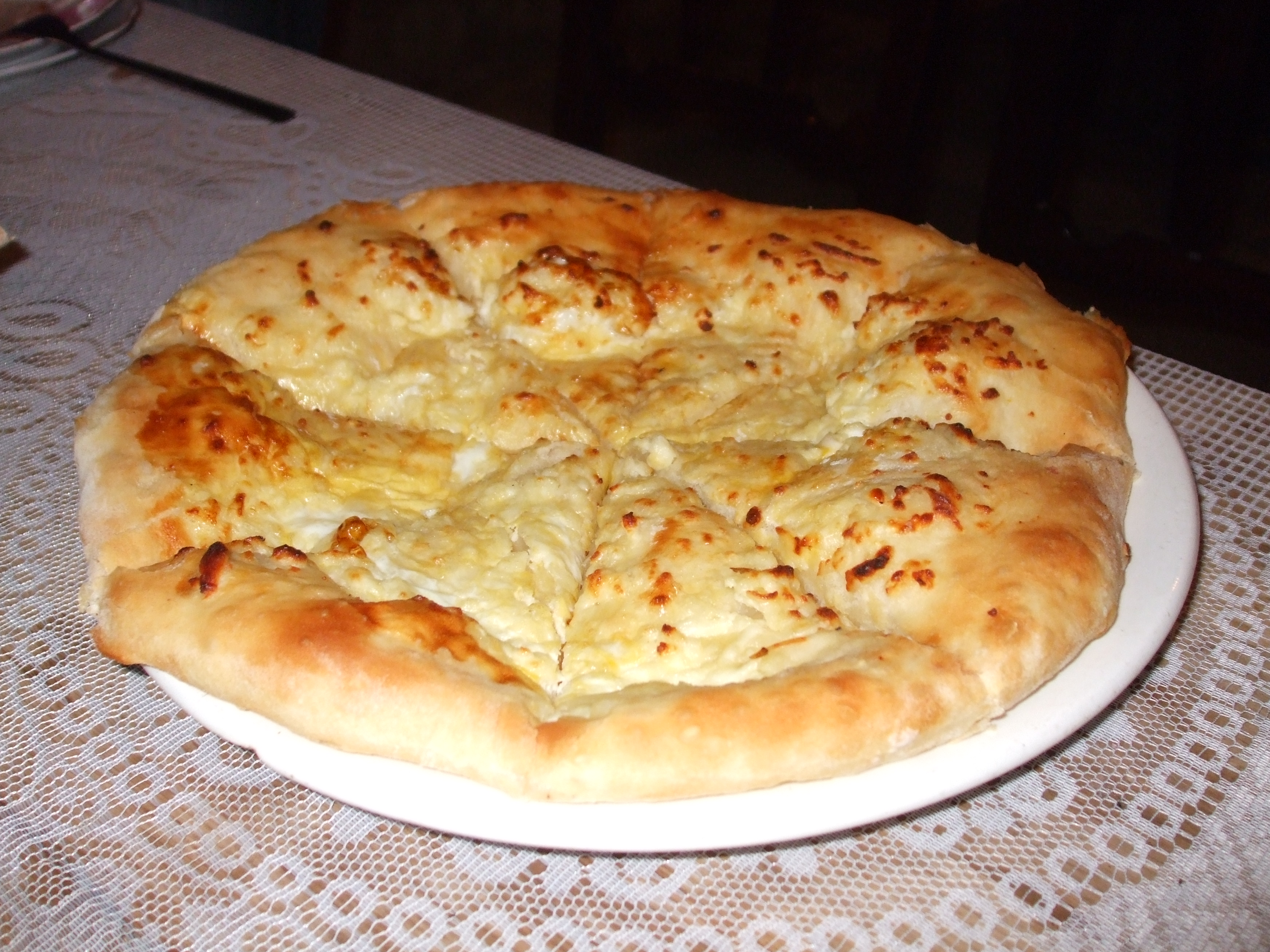
Imeruli Khachapuri từ vùng Imereti
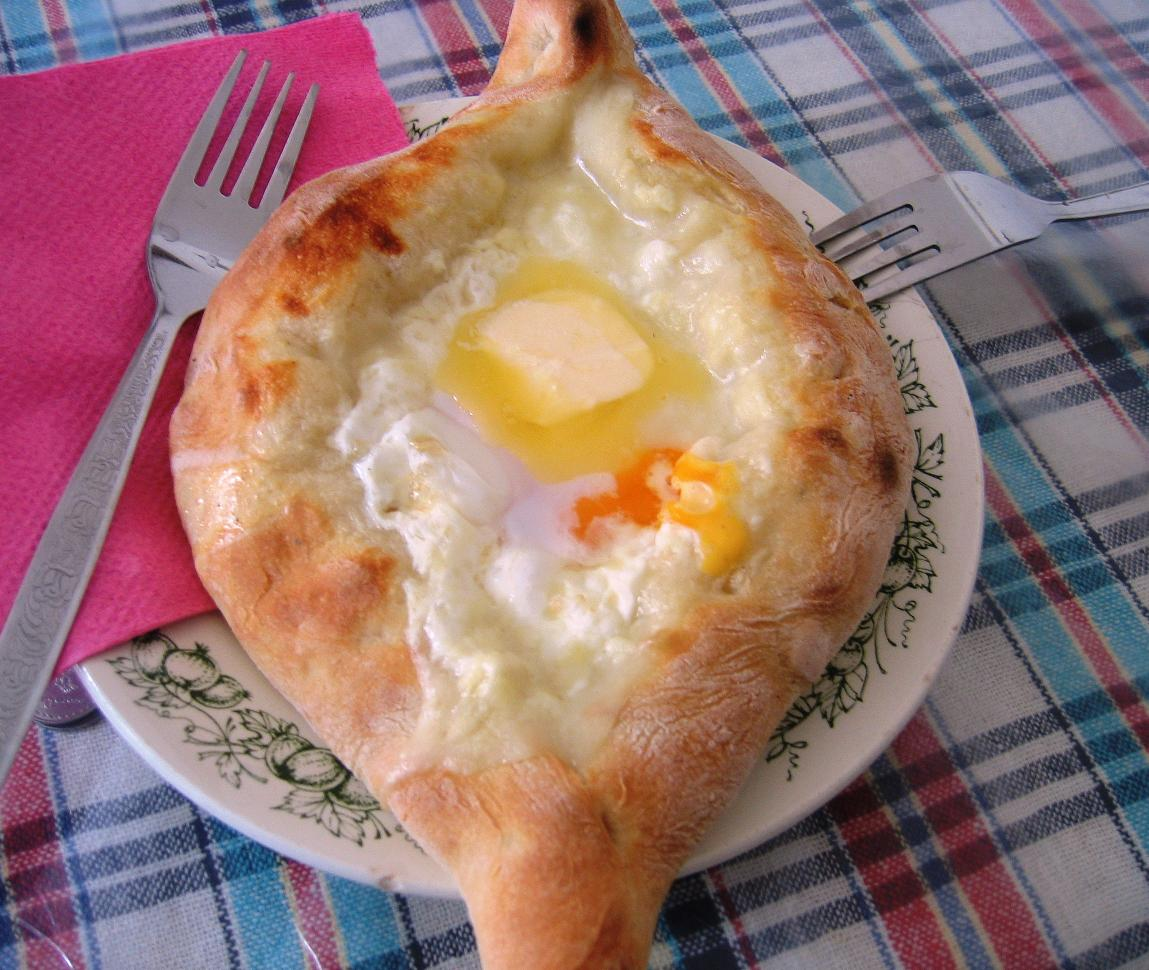
Adjaruli Khachapuri từ vùng Adjara

## Pho mát

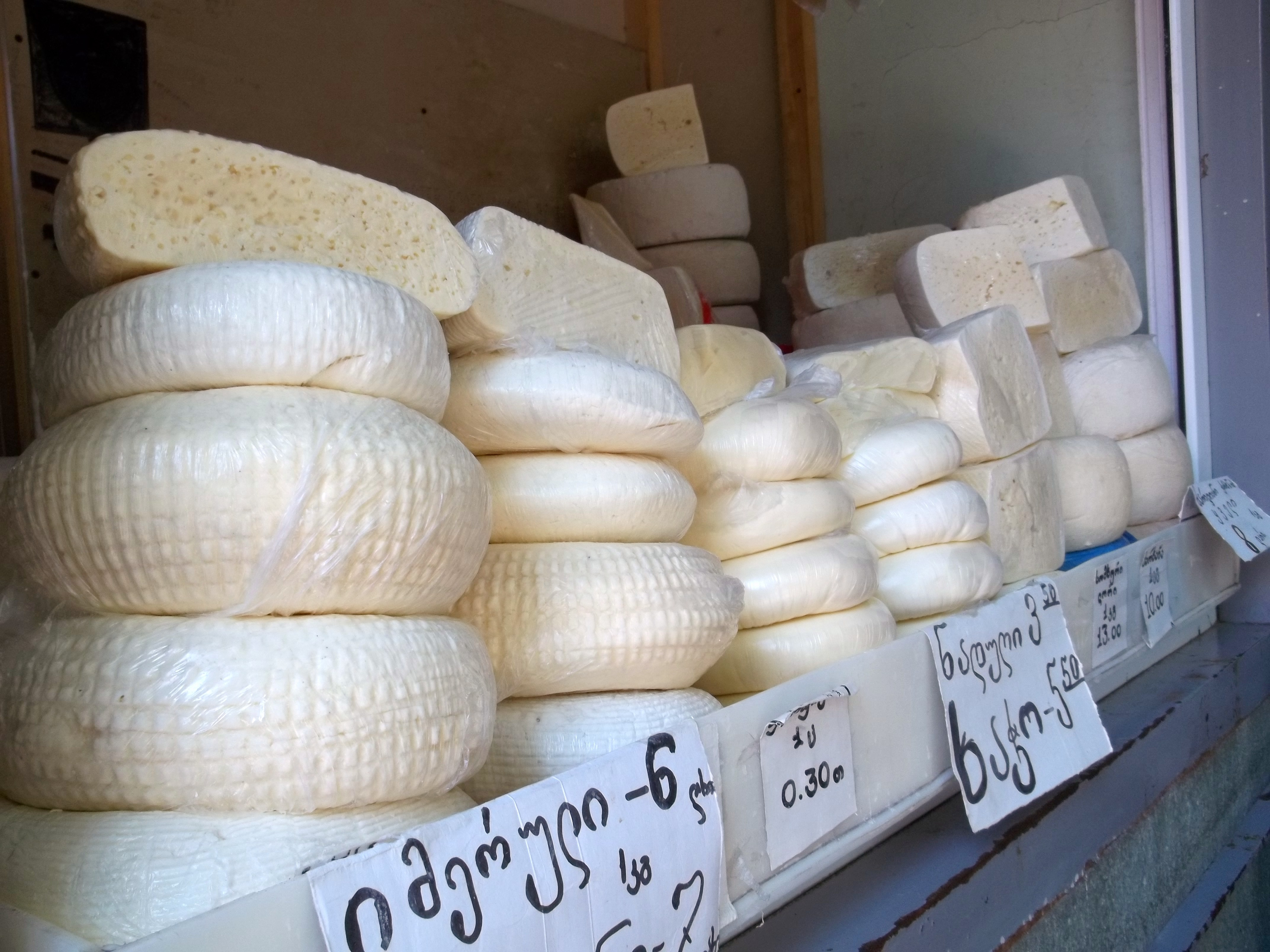
Pho mát Imeruli ở cửa hàng Tbilisi

- Imeruli
- Nadugi
- Qarkhnuli
- Sulguni
- Tushuri (Guda)
- Tenili
- Lori
- Dambali Khacho

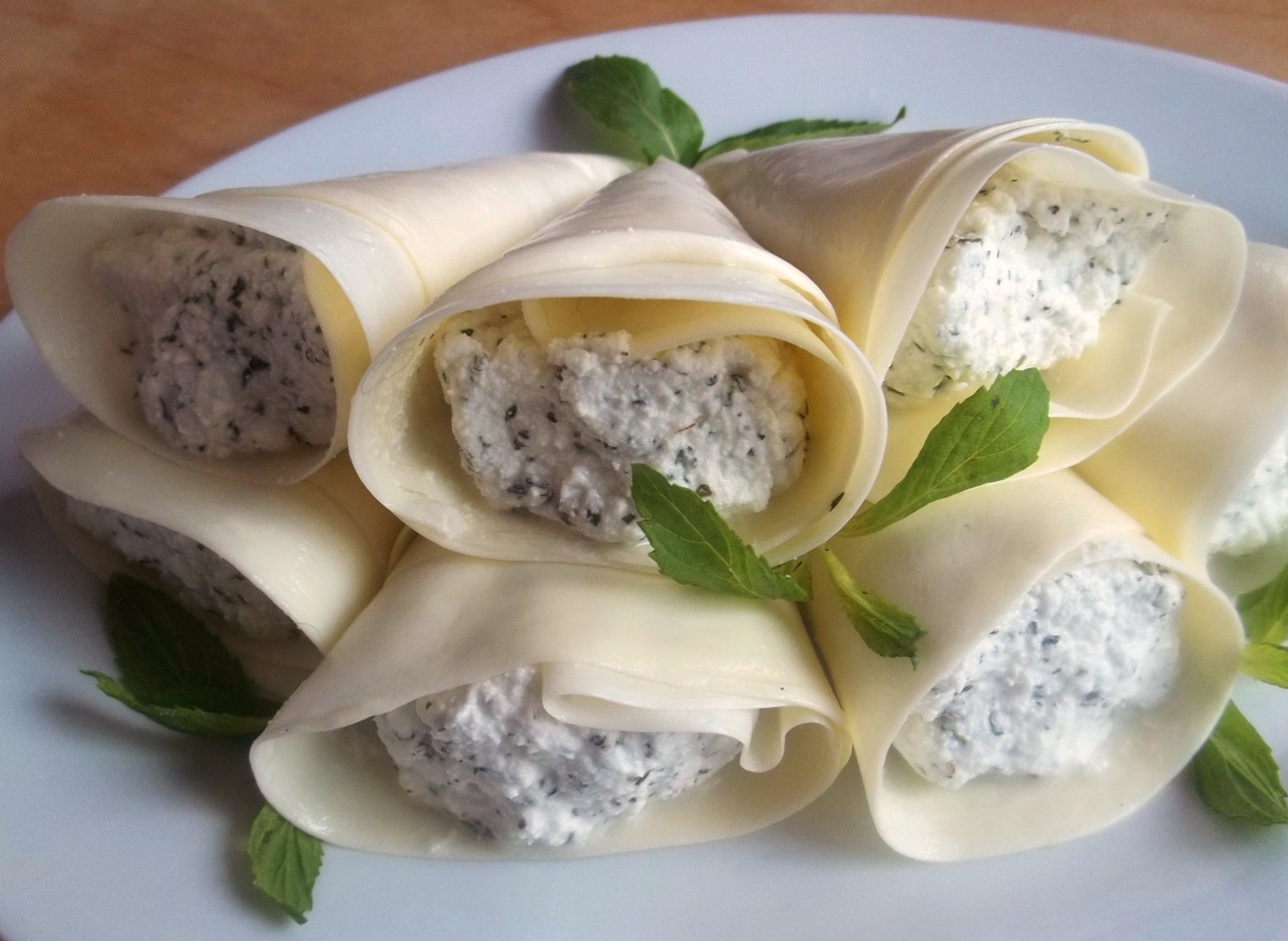
Pho mát Nadugi với bạc hà bọc trong lát pho mát sulguni mỏng
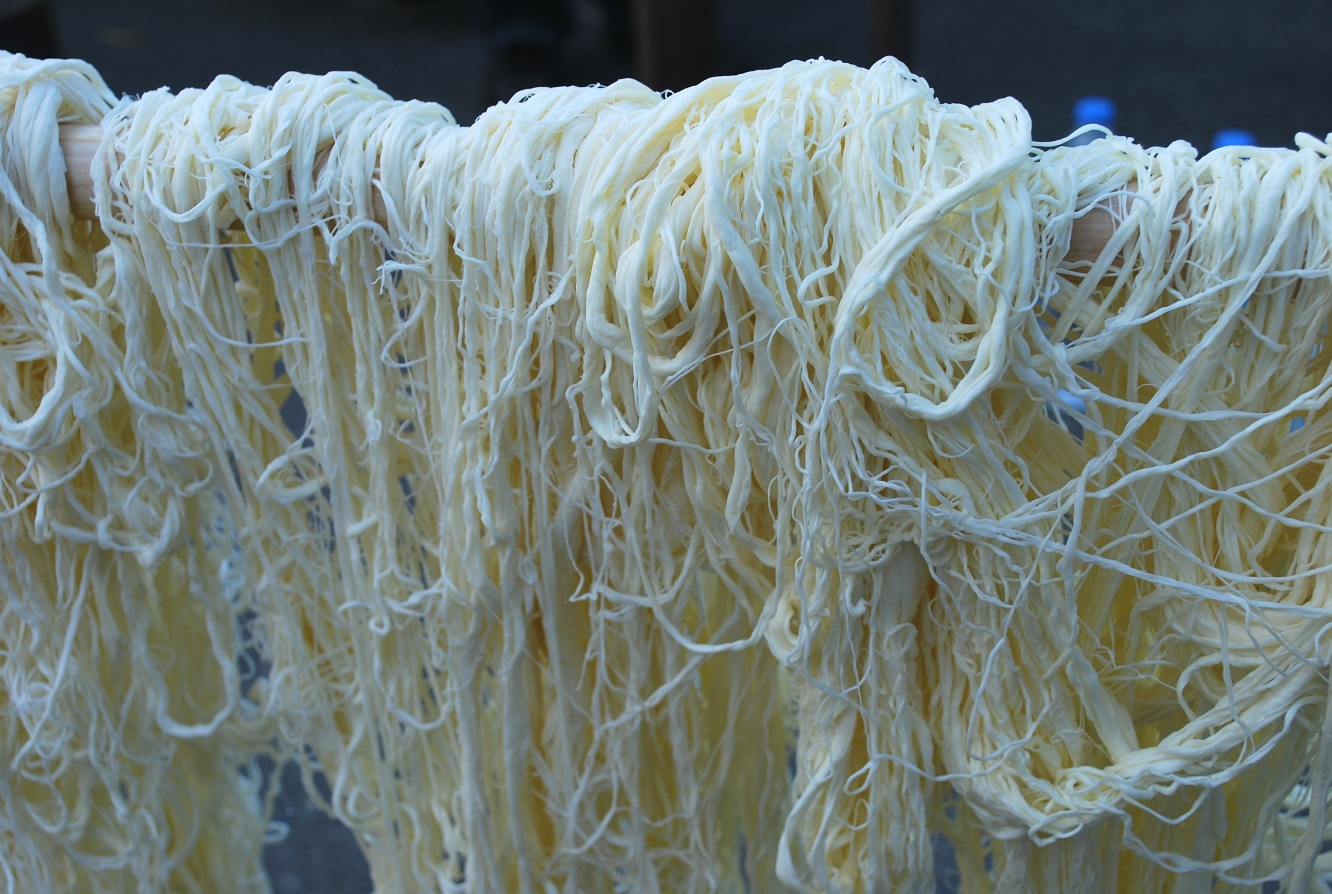
Tenili

## Salad

Salad rau truyền thống của Gruzia với hạt óc chó

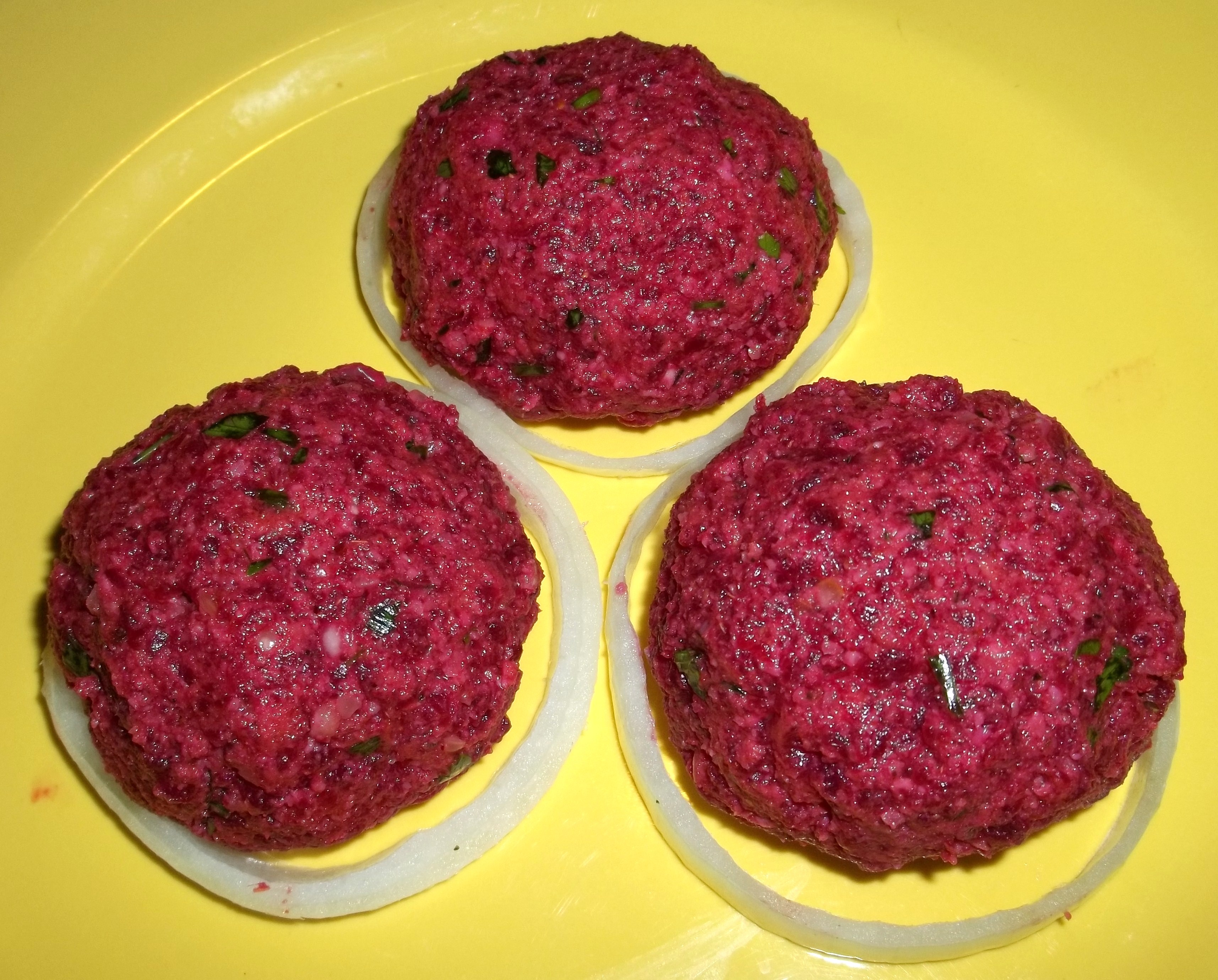
Pkhali củ dền với hạt óc chó

- Boloki tcharkhlit
- Ispanakhi Matsvnit
- Ispanakhis
- Kartophilis
- Katmis
- Khakhvis
- Khilis
- Kiborchkhalis
- Kitris
- Kombosto vashlit
- Kombostos
- Kvertskhis
- Lobios
- Pkhali
- Sagazapkhulo
- Satatsuris
- Sokos
- Staphilos
- Tarkhunis
- Tcharkhali vashlit
- Tcharkhlis
- Tevzis

## Súp và món hầm

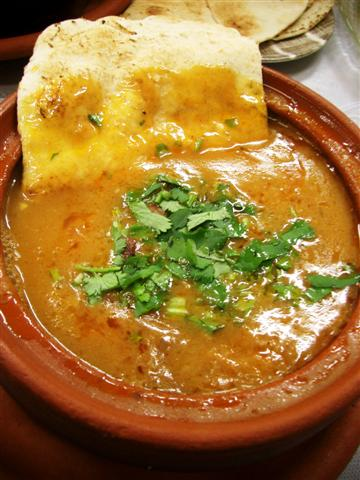
Chanakhi

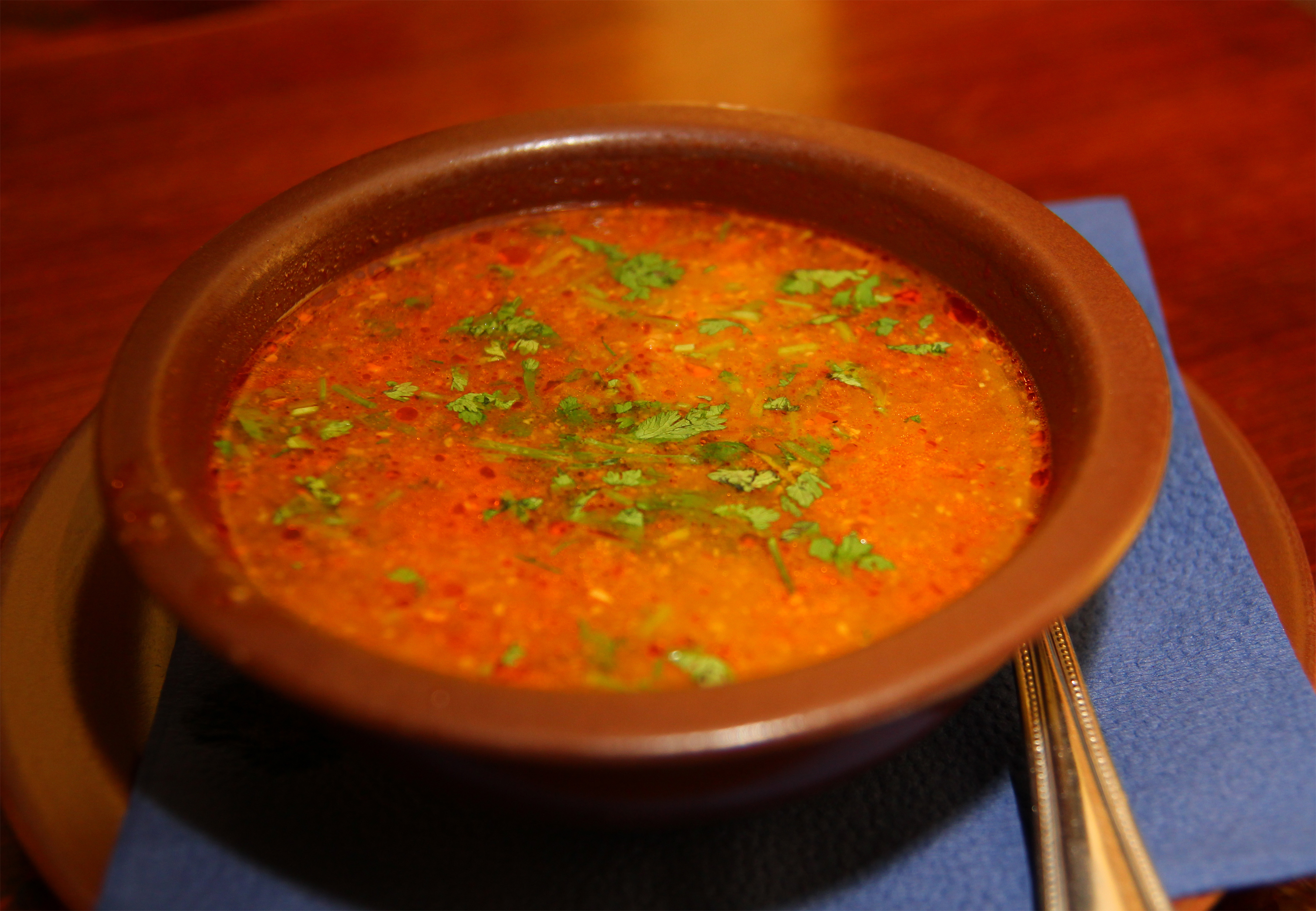
Kharcho

- Arjakelis
- Balbis
- Bostneulis
- Chikhirtma
- Domkhlis
- Dos
- Gholos
- Gogris
- Ispanakhis
- Katmis
- Kharcho
- Lobios
- Makhokhis
- Matsvnis
- Mukhudos
- Nivris
- Pomidvris
- Puris Kharsho
- Qvelis
- Satatsuris
- Shindis
- Shorba
- Sokos
- Staphilos

## Cá

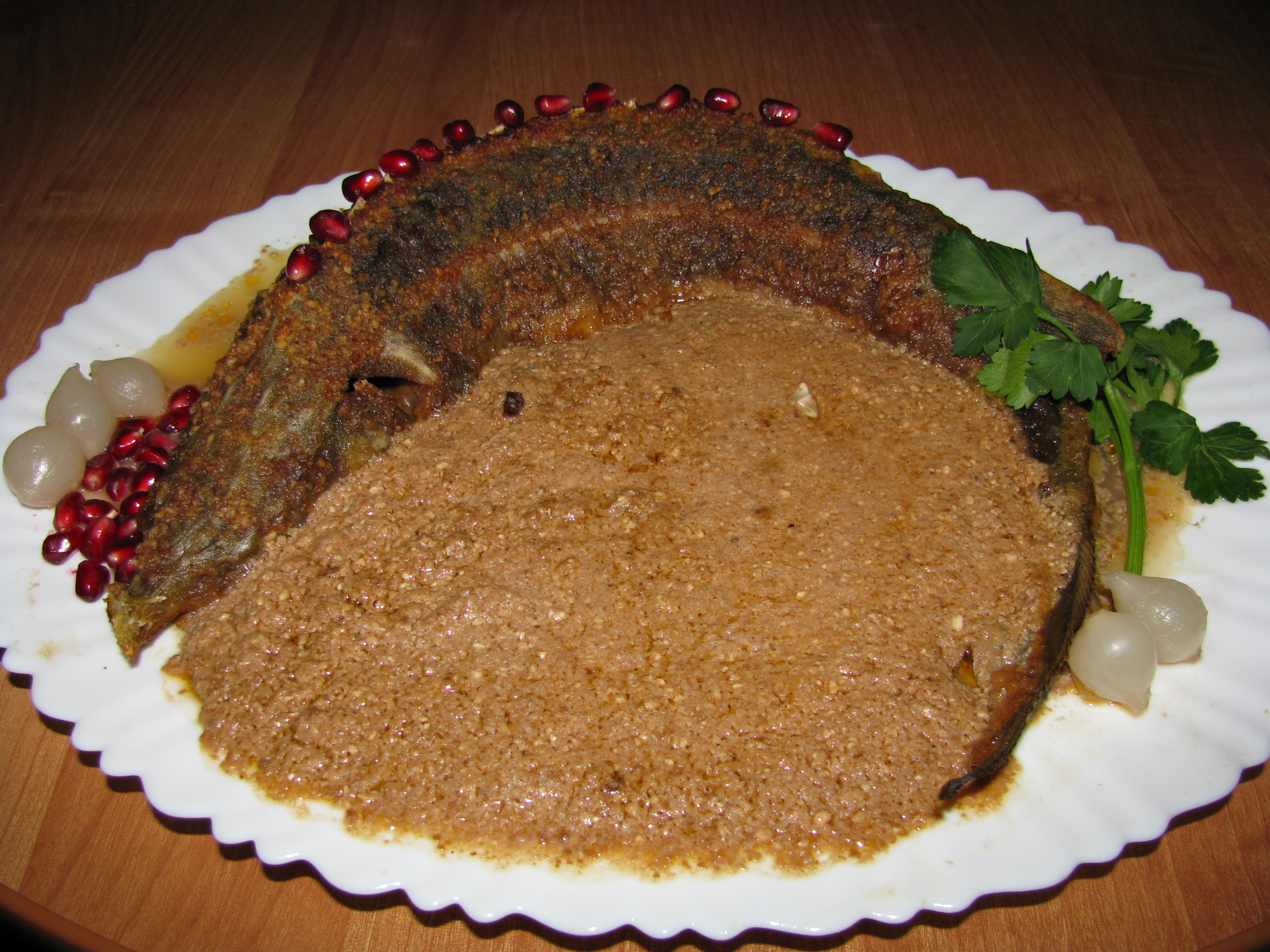
Sterlet với xốt satsivi

- Chakhokhbili Oraguli
- Kalmakhi Tarkhunit
- Kephali
- Khizilala
- Kibo Kindzit
- Kibo Mokharshuli
- Kibo Tetri Ghvinit
- Kobri Nigvzit da Brotseulit
- Loko Kindzmatshi
- Loko Tsiteli Ghvinit
- Oraguli Nigvzit
- Shebolili Kephali
- Shemtsvari Tarti
- Sterlet
- Tarti Tetri ghvinit
- Tevzi Bazheshi
- Tevzi Pamidvrit
- Tsotskhali
- Tsvera Nigvzit da Brotseulit
- Zutkhi Kaklis photolshi
- Zutkhi Shemtsvari
- Zutkhis Mtsvadi

## Thịt

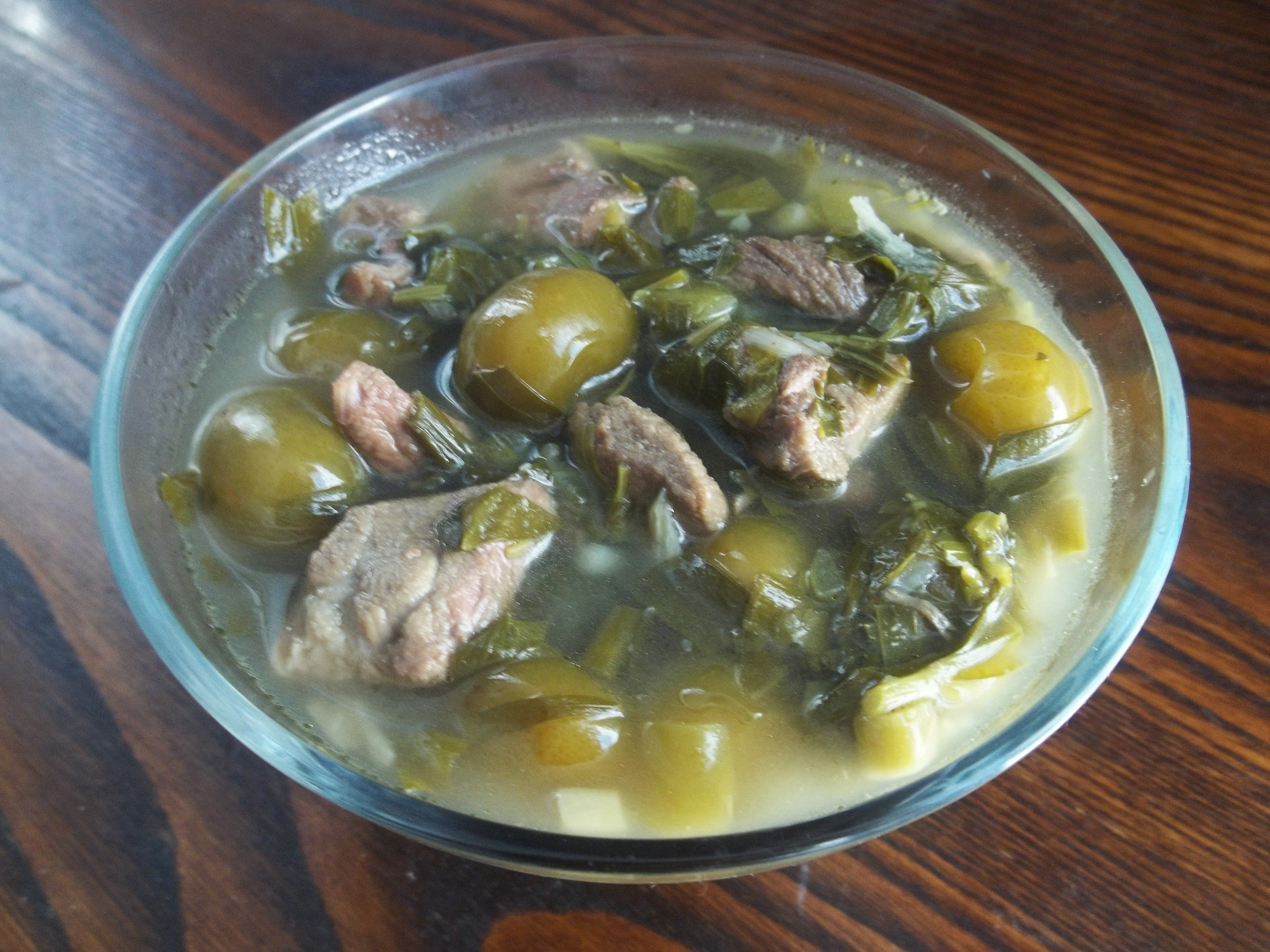
Chakapuli

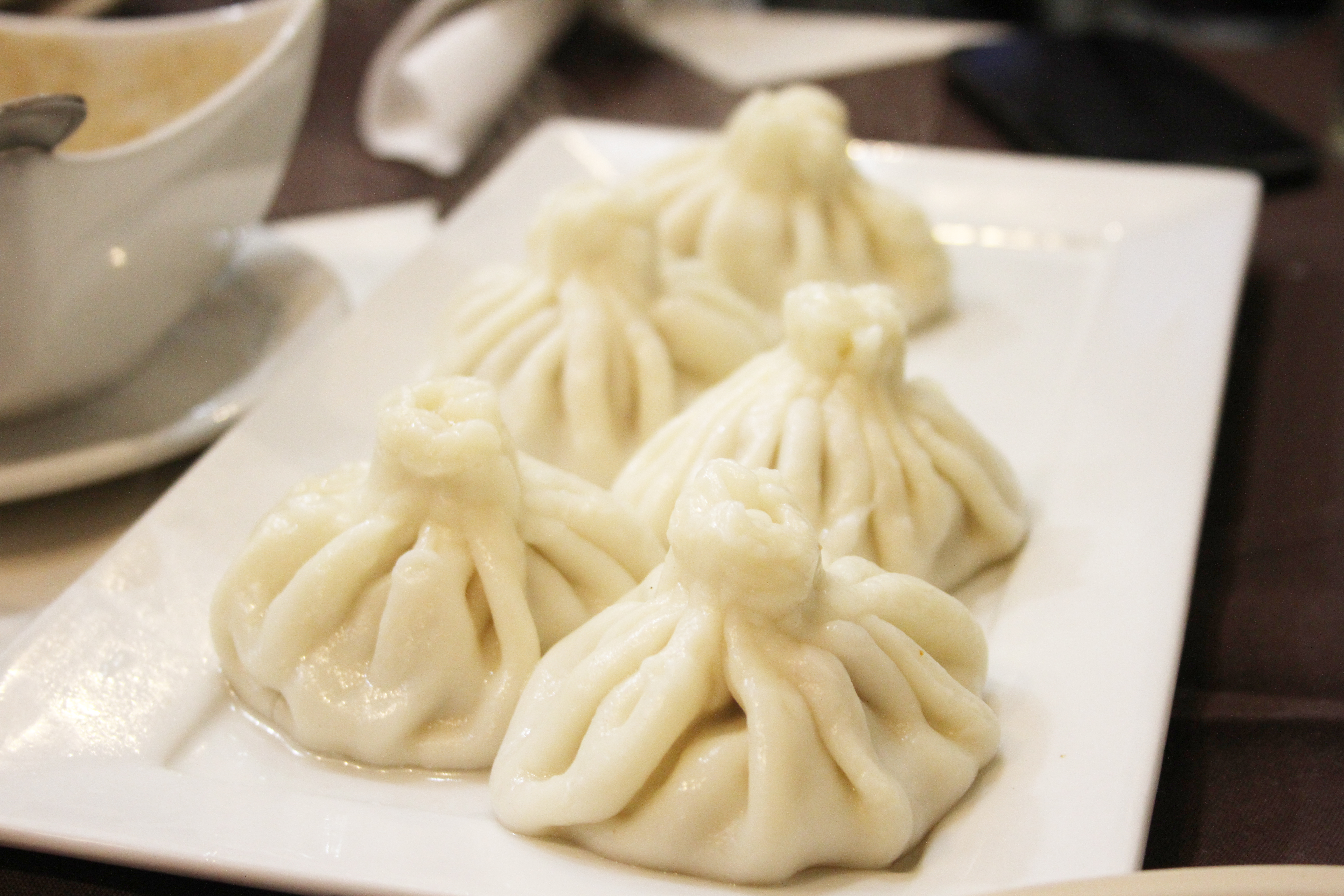
Một đĩa Khinkali

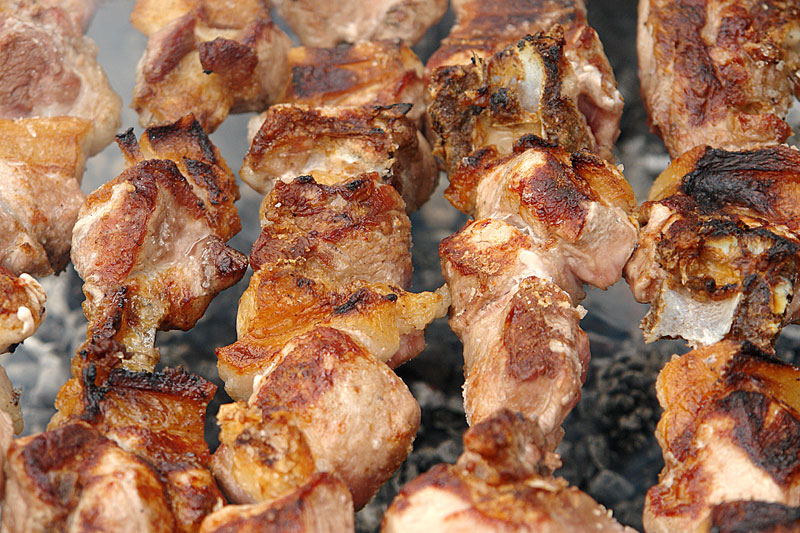
Mtsvadi

- Abkhazura
- Basturma
- Betchi
- Chakapuli
- Chanakhi
- Dzekhvi
- Guphta
- Jonjoli
- Kababi
- Khashi
- Khashlama
- Khinkali
- Ku
- Kutchmatchi
- Lori
- Mokharshuli ena
- Mokharshuli Gotchi
- Mtsvadi
- Muzhuzhi
- Plov
- Qaurma
- Shashlik
- Shemtsvari Gotchi
- Shilaplavi

## Gia cầm

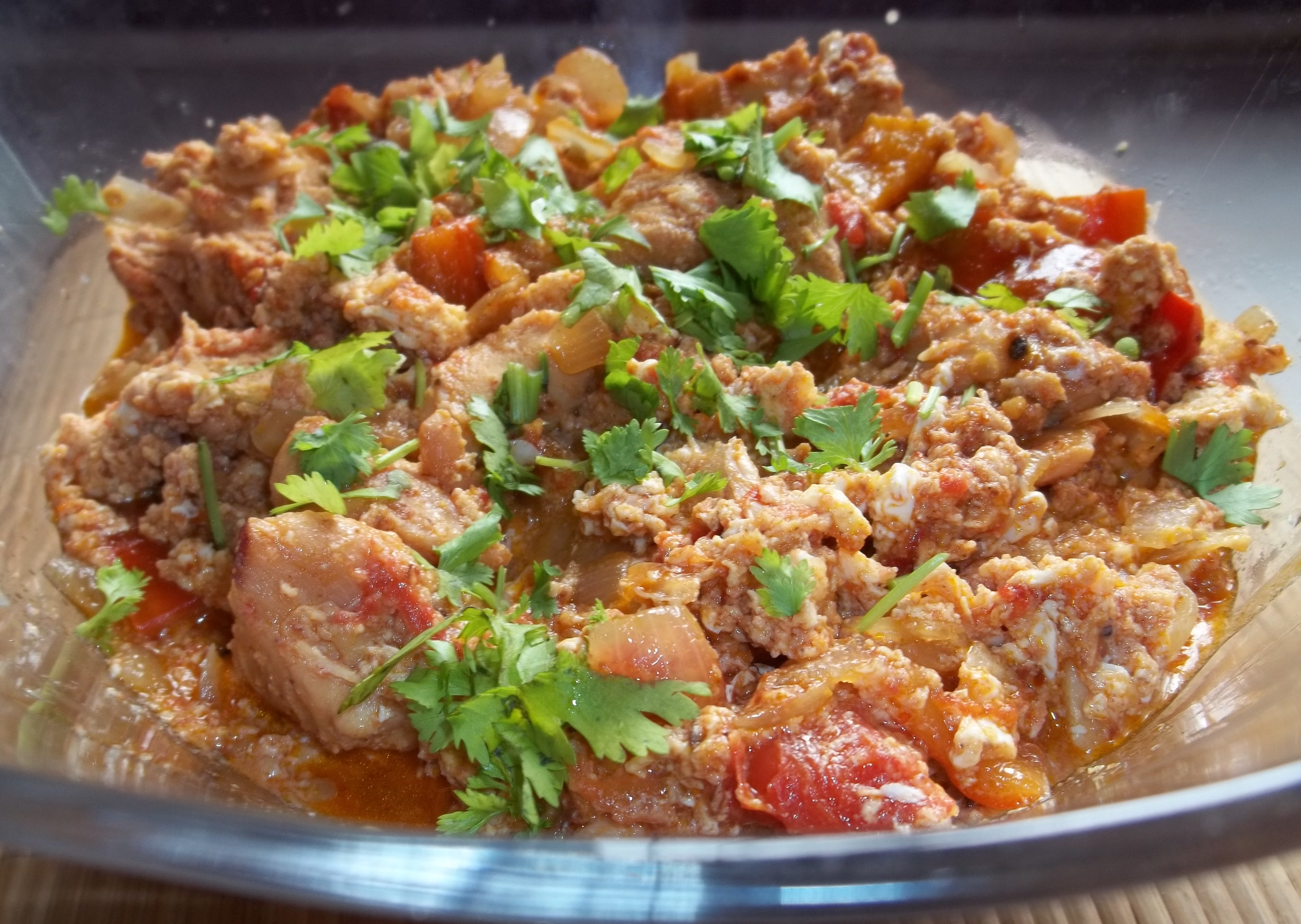
Chakhokhbili

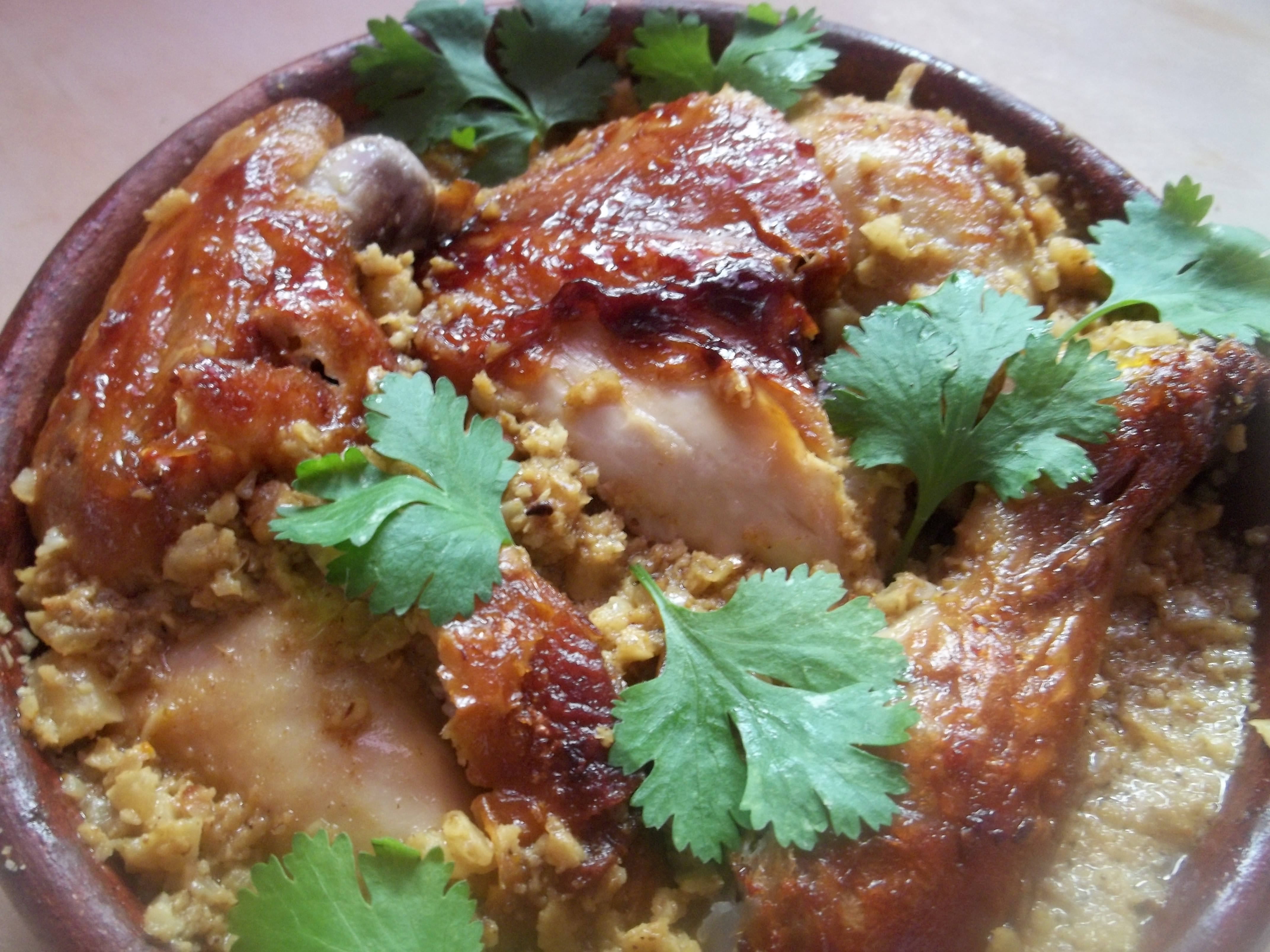
Gà tabaka với xốt hạt phỉ

- Bati Shavi kliavit
- Chakhokhbili
- Chicken tabaka
- Chikhirtma
- Chkhmeruli
- Ikhvi Bostneulit
- Ikhvis Chakhokhbili
- Indauris garo
- Katami Brinjit
- Katami Gatenili Kuch-gvidzlit
- Katami Nivrit
- Katmis Mkhali
- Kutchmatchi
- Satsivi Kvertskhit
- Shemtsvari Indauri
- Tsitsila Abkhazurd
- Tsitsila Shindit

## Nước xốt và gia vị
Nước xốt và gia vị phổ biến ở Gruzia bao gồm:
- Ajika - một loại tương hoặc xốt cay với ớt cay
- Khmeli-suneli - một hỗn hơpj bột rau thơm/gia vị
- Satsivi - một loại xốt hạt óc chó
- Tkemali - một loại xốt mận

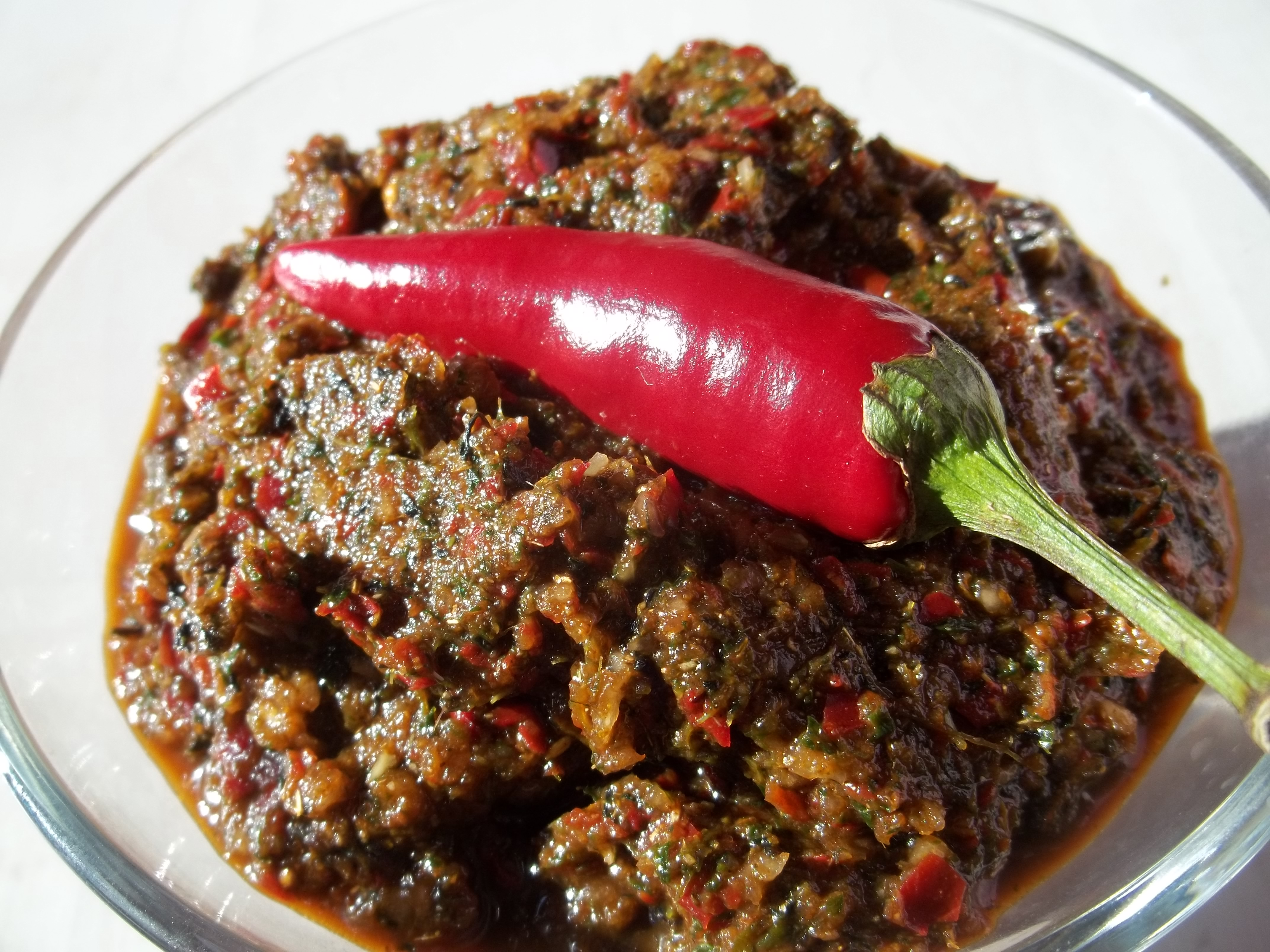
Megrelian ajika
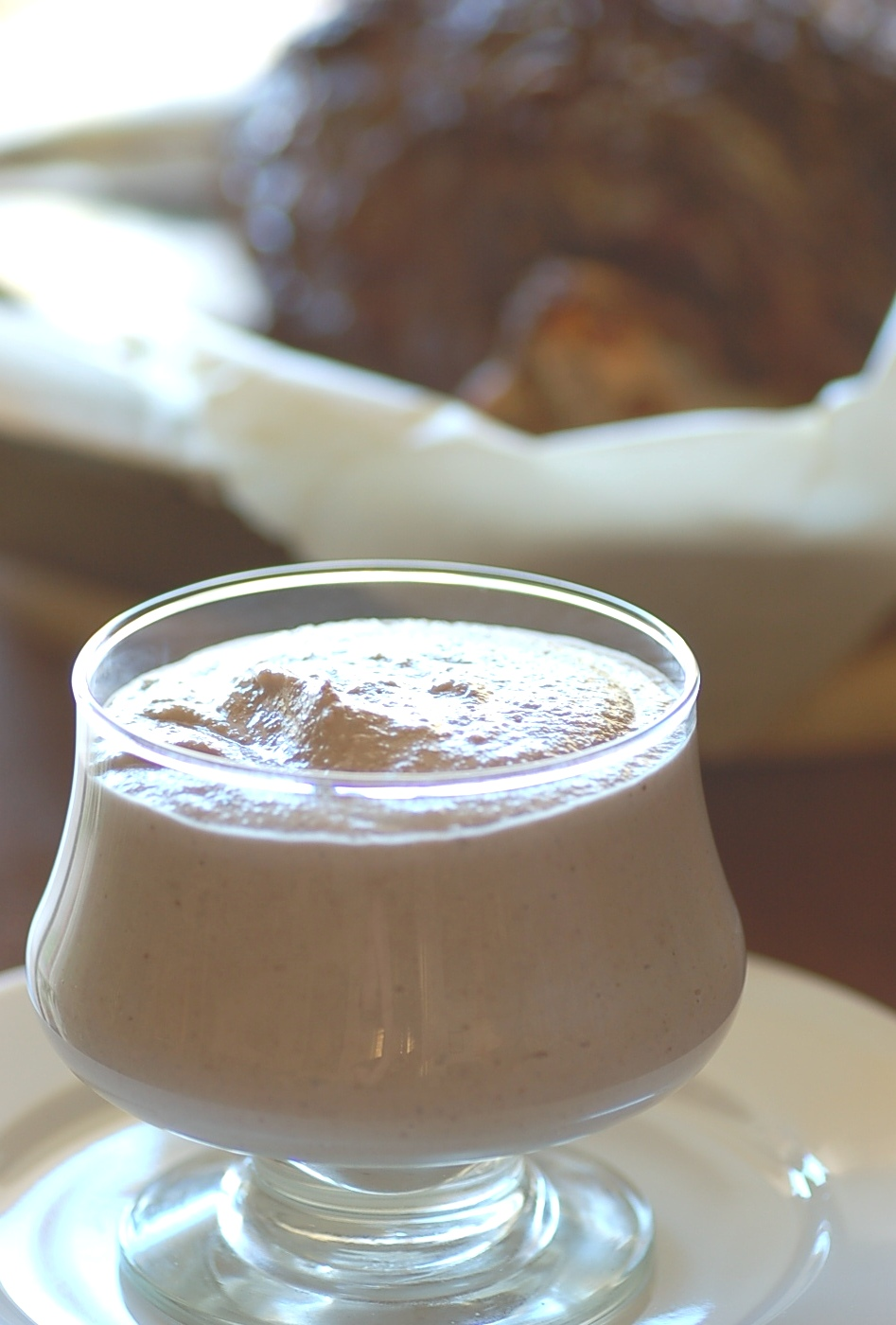
Satsivi
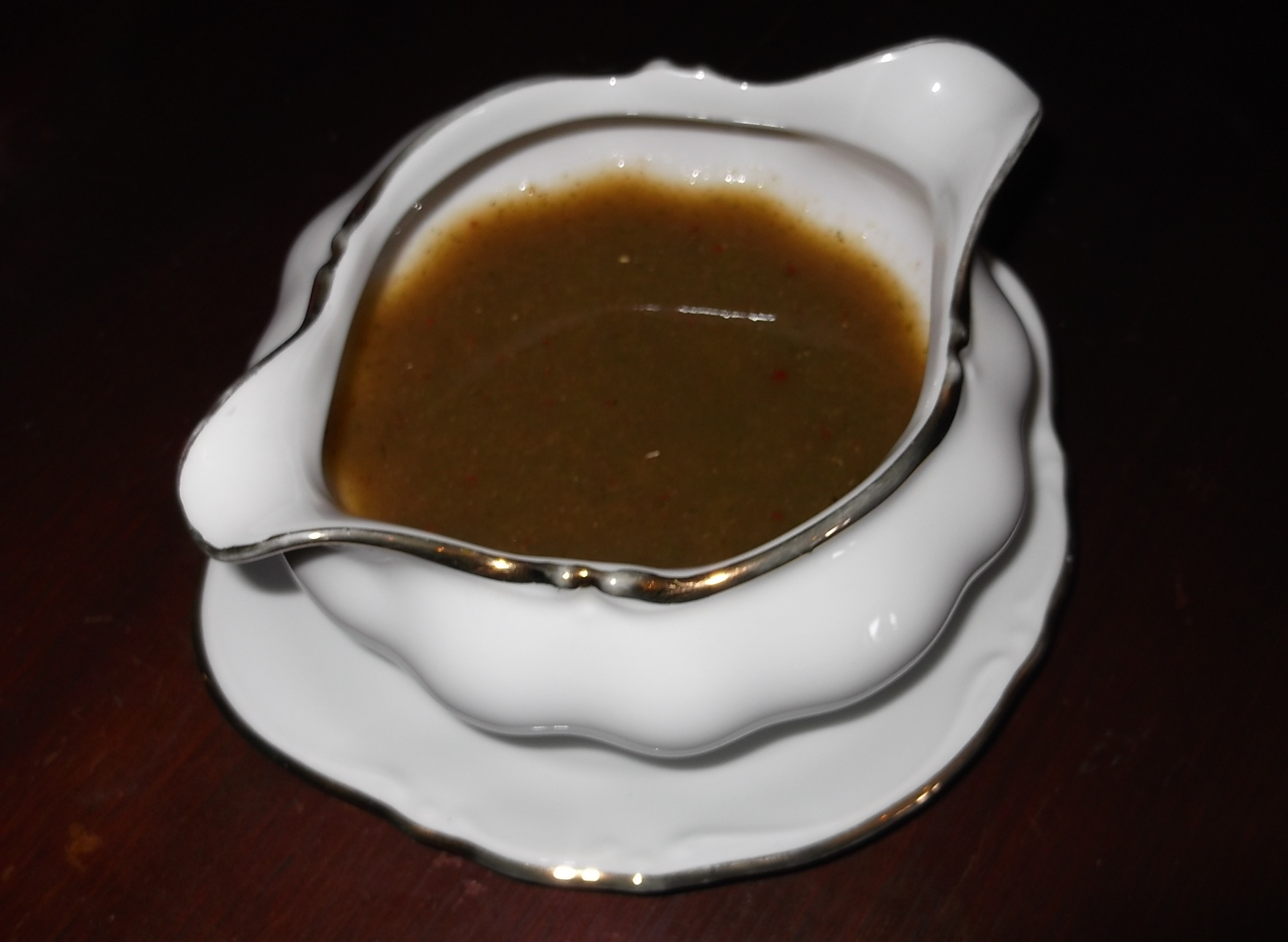
Tkemali

## Món chay

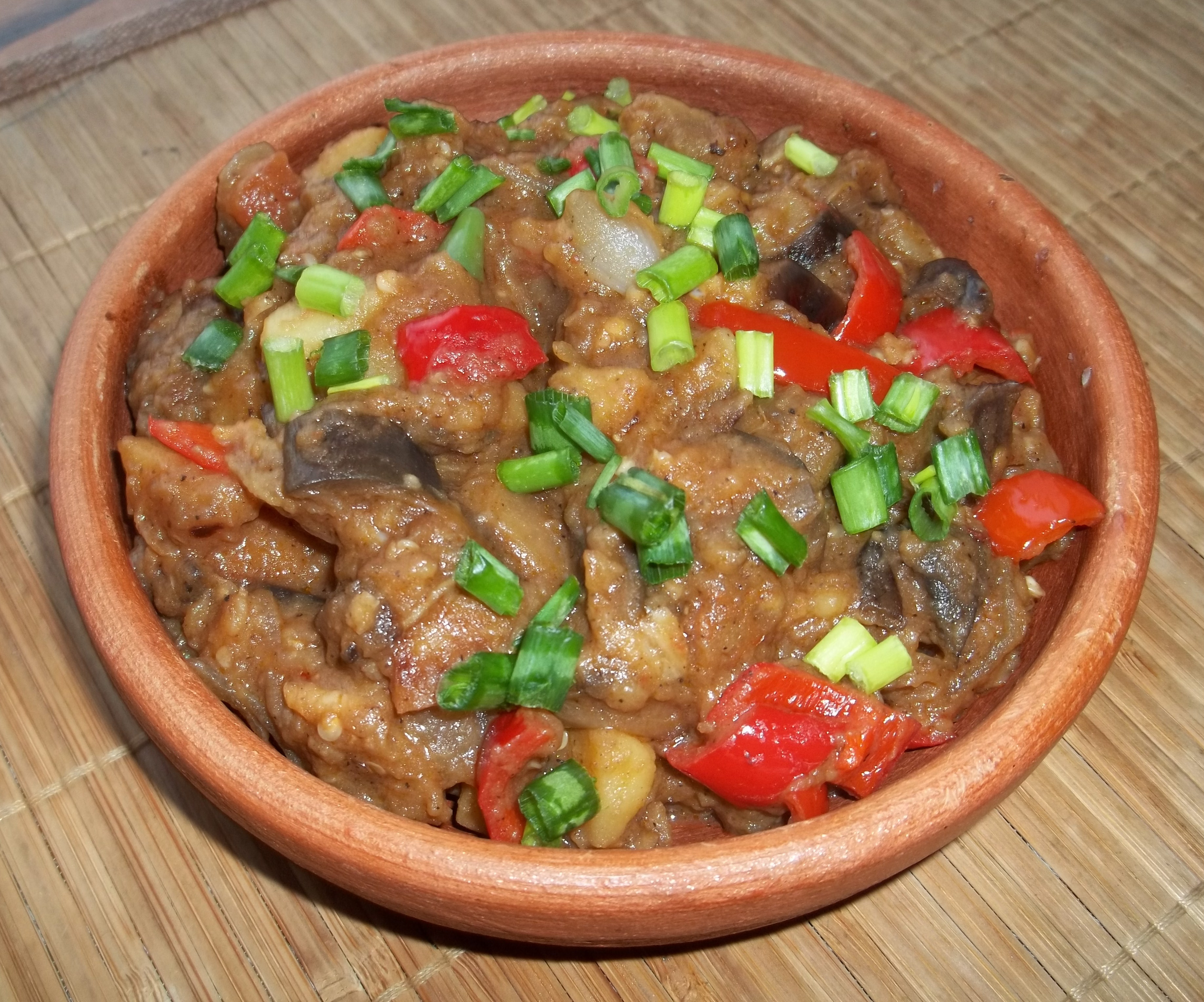
Ajapsandali

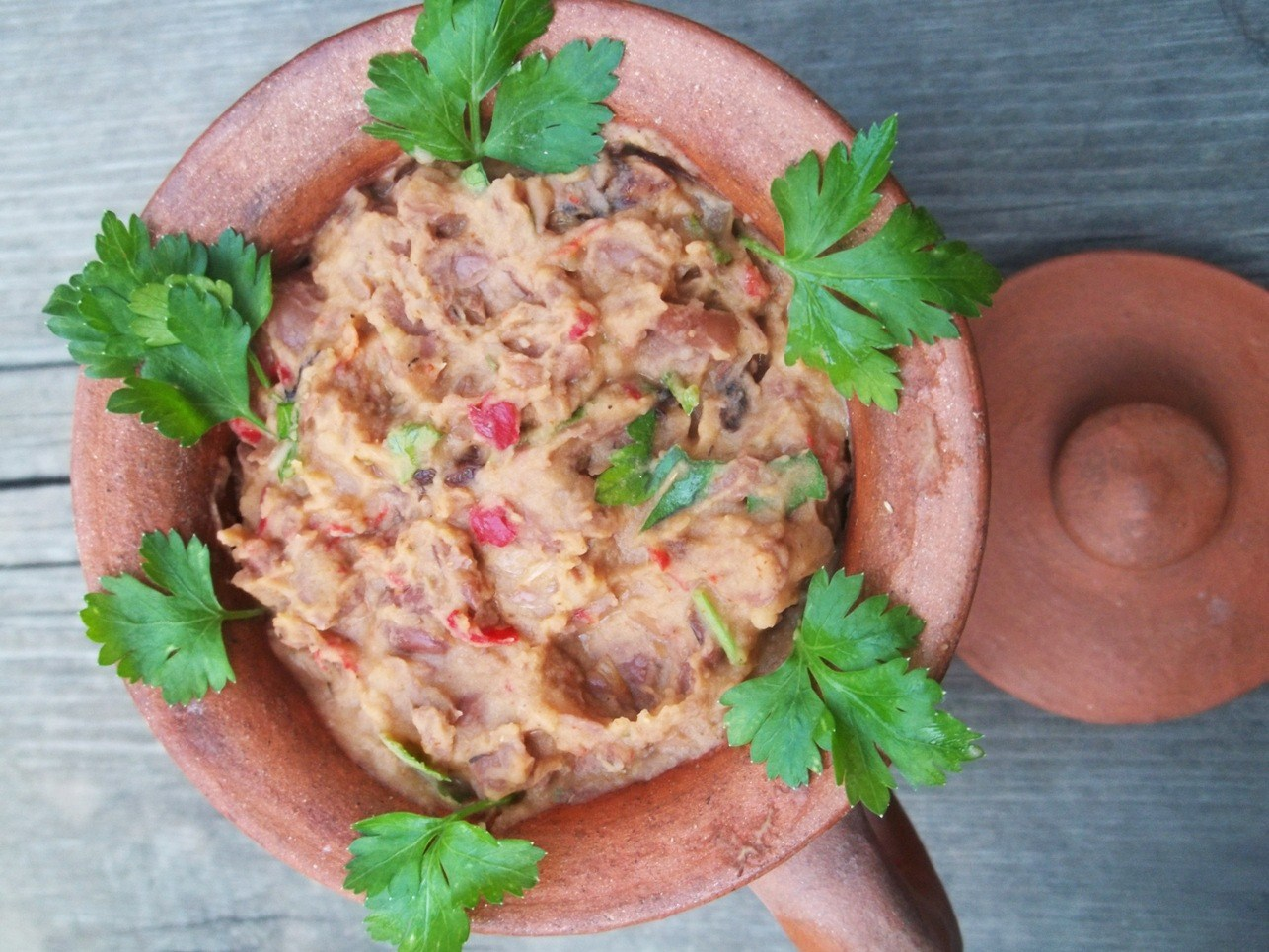
Lobio

- Ajapsandali
- Badrijani Brinjit
- Badrijani Mtsvanilit
- Badrijani Nigvzit
- Badrijnis Borani
- Badrijnis khizilala
- Ekala Nigvzit
- Gogris Guphta
- Ispanakhi
- Ispanakhi Kvertskhit
- Kartopili Kvartskhit
- Kartopili Nigvzit
- Kombosto Nigvzit
- Lobiani
- Lobio Nigvzit
- Mtsvane Lobio
- Satatsuri Nigvzit
- Sazapkhulo Tolma
- Soko
- Soko Naghebit
- Tolma

## Món tráng miệng
- Alublis Ghvezeli
- Alublis Muraba
- Churchkhela
- Gozinaki
- Kada
- Khilis Torti
- Kishmishiani
- Martqvis Torti

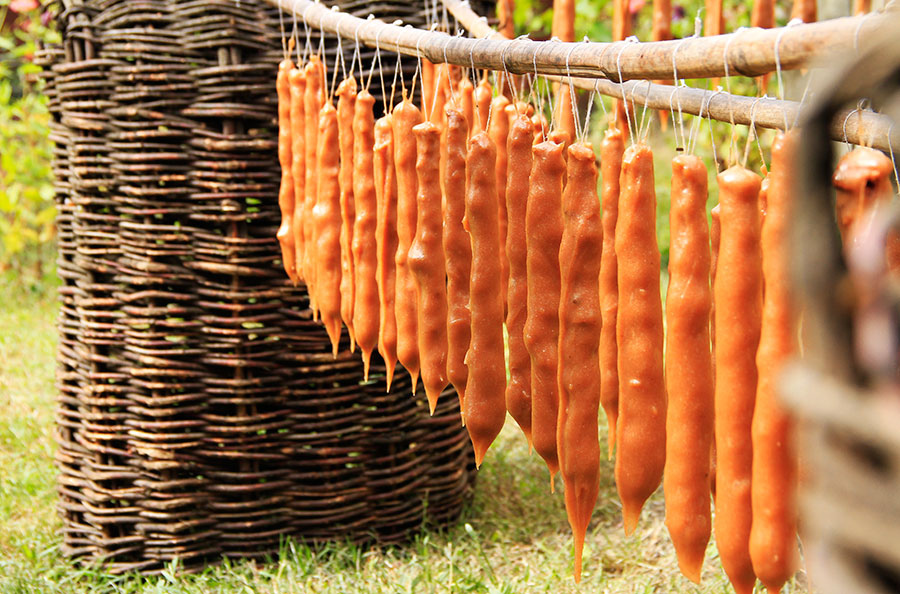
Churchkhela

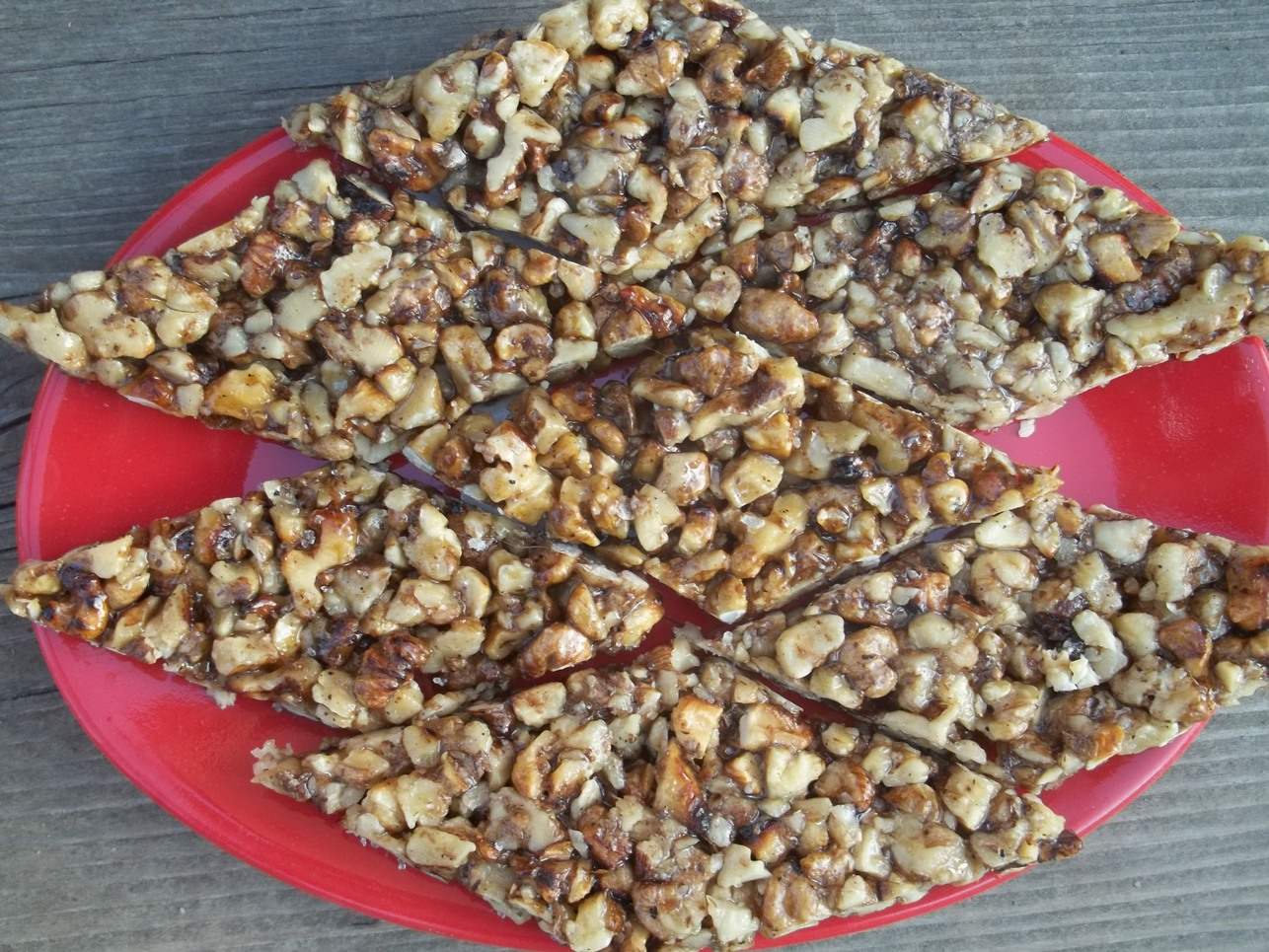
Gozinaki

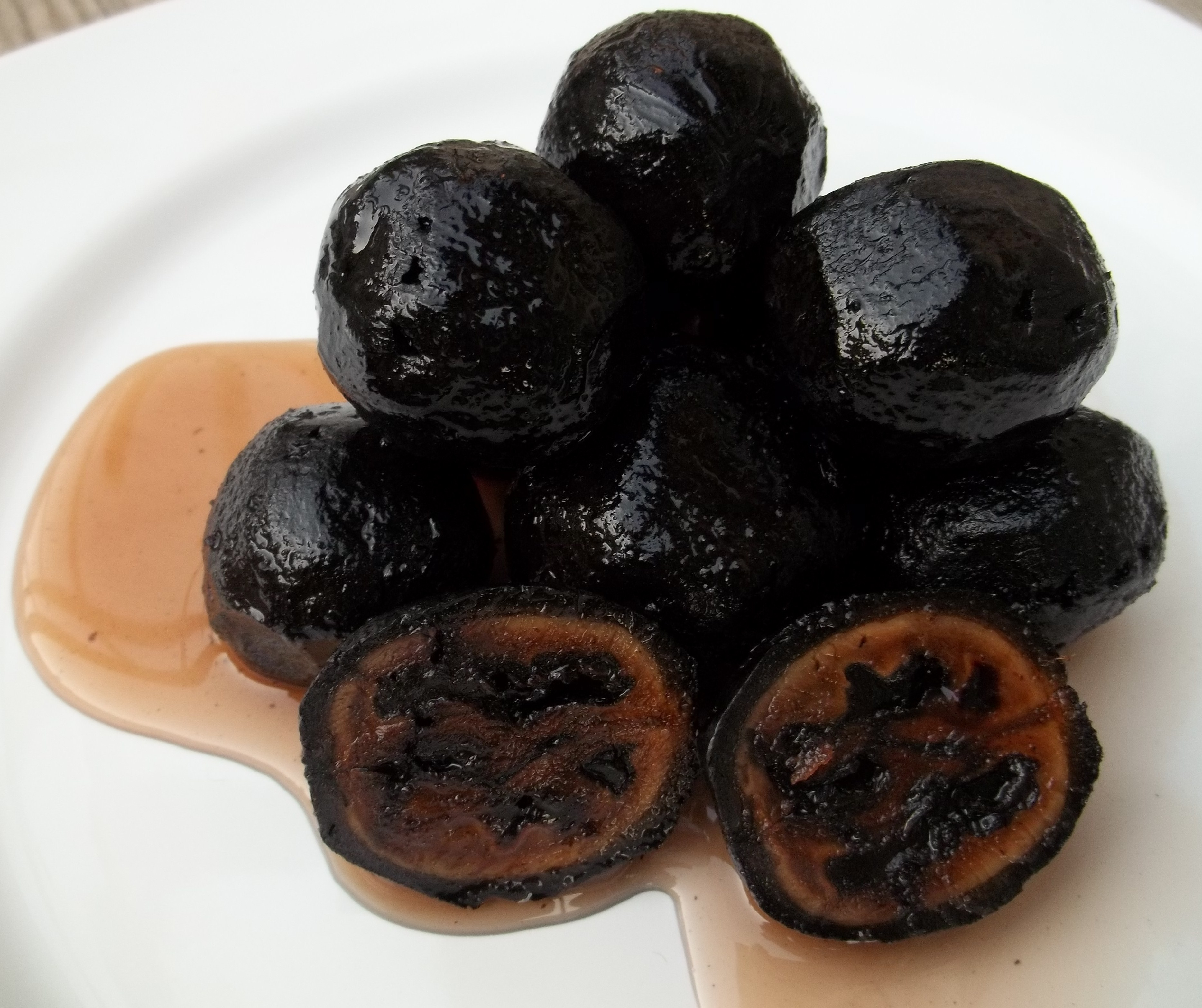
Kaklis muraba

- Muraba (kaklis muraba, komshis muraba, sazamtros muraba, vardis muraba, v.v.)
- Nazuki
- Nigvziani
- Nigvzis Torti
- Pakhlava
- Paska bobobo
- Phelamushi
- Phenovani
- Ponçiki
- Qaviani
- Shakarlama Tkhilit
- Shokoladiani
- Taphlis kveri
- Vashlis Namtskhvari

## Thức uống
Đồ uống có cồn ở Gruzia bao gồm chacha và rượu vang (đặc biệt là rượu vang Gruzia). Một số loại vang Gruzia nổi tiếng nhất bao gồm Pirosmani, Alazani, Akhasheni, Saperavi, và Kindzmarauli. Văn hóa rượu vang ở Gruzia bắt nguồn từ hàng ngàn năm trước, và nhiều loại rượu vang Gruzia được làm từ các giống nho Gruzia truyền thống như là Saperavi và Rkatsiteli. Rượu vang Gruzia nổi tiếng khắp Đông Âu, và là hàng xuất khẩu quan trọng của quốc gia, với hơn 10 triệu chai được xuất khẩu mỗi năm. Gruzia cũng có nhiều hãng bia, bao gồm Natakhtari, Kazbegi, Argo, Kasri và Karva.
Nước Lagidze một loại soda có hương vị của Gruzia, làm với các loại siro tự nhiên, được bán trong chai hoặc trộn trực tiếp trong cốc từ một vòi soda. Các loại nước uống phổ biến từ Gruzia bao gồm Borjomi, Nabeghlavi, Likani và Sairme.

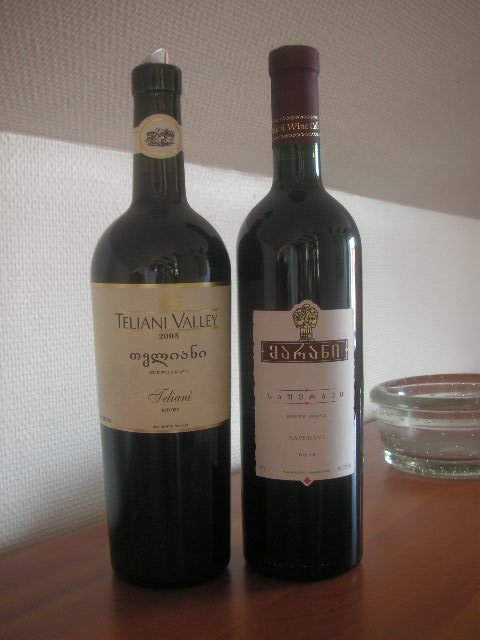
Rượu vang Gruzia
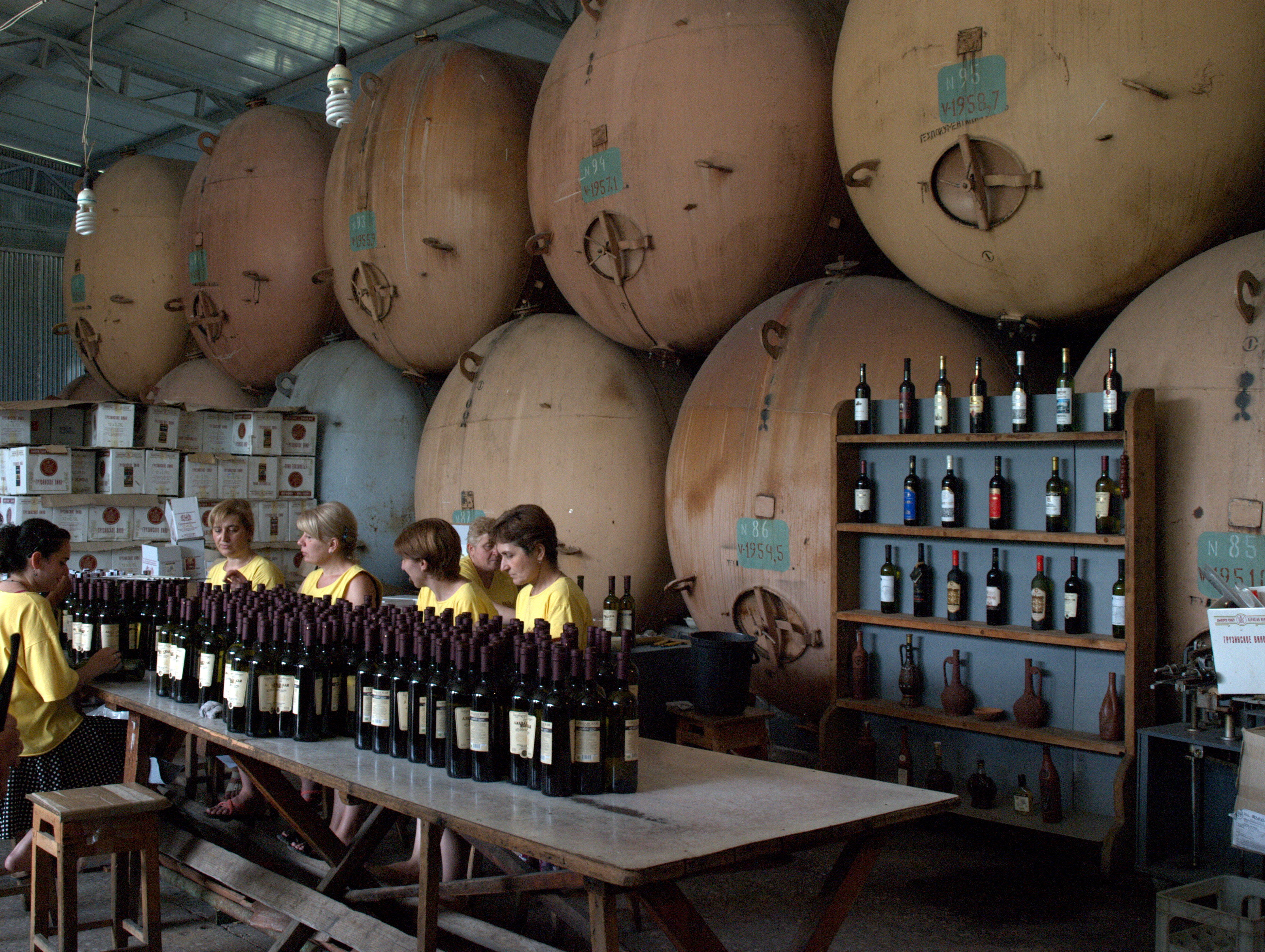
Nhà máy rượu vang Kindzmarauli